# Voo Aeroflot 7425
O voo Aeroflot 7425 refere-se a um Tupolev Tu-154 B-2, registro CCCP-85311 da companhia aérea soviética Aeroflot, que operava um serviço de passageiros em Qarshi, Ufá, São Petersburgo, programado na divisão da companhia aérea no Uzbequistão, que caiu perto de Uchkuduk, República Socialista Soviética Uzbeque, União Soviética, em 10 de julho de 1985. O acidente matou todos os 200 ocupantes a bordo. Os investigadores determinaram que o cansaço da tripulação foi um fator no acidente.
É o desastre aéreo mais mortal da história da aviação soviética e uzbeque, o mais mortal da história da Aeroflot e o acidente mais mortal que envolve um Tupolev Tu-154.

## Passageiros e tripulação
O voo 7425 tinha 139 adultos e 52 crianças a bordo. O capitão foi Oleg Pavlovich Belisov, o co-piloto foi Anatoliy Timofeevich Pozjumskij, o navegador foi Harry N. Argeev e o engenheiro de voo foi Abduvahit Sultanovich Mansurov. Havia cinco comissários de bordo na cabine.

## Acidente
A aeronave cobriu a primeira etapa do voo, navegando a uma altitude de 11 600 metros (38 100 pés) com uma velocidade no ar de apenas 400 quilômetros por hora (249 milhas por hora), próximo à velocidade de perda para essa altitude. A baixa velocidade causou vibrações que a tripulação aérea assumiu incorretamente como picos de motor. Usando as alavancas de pressão para reduzir a potência do motor em marcha lenta, a tripulação causou uma queda adicional na velocidade do ar para 290 quilômetros por hora (180 milhas por hora). A aeronave parou e circulou, caindo no chão perto de Uchkuduk, Uzbequistão, na época na União Soviética. Não houve sobreviventes entre os 191 passageiros e os nove tripulantes.

## Causas
O gravador de voz da cabine do voo 7425 foi destruído no acidente. Pesquisadores, com a ajuda de psicólogos, estudaram os fatores humanos que levaram ao incidente da aviação. Descobriram que a tripulação do voo 7425 estava muito cansada no momento do acidente porque precisavam passar 24 horas no aeroporto de partida antes da decolagem. Outro fator no acidente foram regulamentos inadequados para tripulações em condições anormais.